# Анвегорд, Анна
А́нна Э́лин А́стрид Анвего́рд (швед. Anna Elin Astrid Anvegård; род. 10 мая 1997, Бредарюд, Йёнчёпинг) — шведская футболистка, нападающая клуба «Хеккен» и национальной сборной Швеции. Бронзовая призёрка чемпионата мира 2019, серебряная призёрка Олимпийских игр 2020.

## Клубная карьера

### «Векшё»
Анвегорд на взрослом уровне дебютировала в 2015 году в клубе «Векшё» третьего по силе дивизиона Швеции. Забив 27 мячей в 17 матчах, она возглавила список бомбардиров турнира и помогла команде подняться во второй дивизион. В следующих двух сезонах футболистка также становилась лучшим бомбардиром, а клуб занял третье место в 2016 году и первое — в 2017.
В своём первом сезоне в высшем дивизионе Швеции Анвегорд поразила ворота соперников 14 раз, уступив по этому показателю лишь Ане Миттаг, а «Векшё» занял седьмое место. По итогам сезона спортсменке был вручён приз «Прорыв года»; также она был номинирована на звание «Лучшей нападающей года».

### «Русенгорд»
Впечатляющая результативность Анвегорд сделали её трансферной целью для ряда крупных клубов как Швеции, так и зарубежных. В середине сезона 2019 года состоялся переход футболистки в «Русенгорд».
В 2019 году Авенгорд с 14 голами за «Векшё» и «Русенгорд» стала лучшим бомбардиром чемпионата, а также была признана самым ценным игроком года, а клуб из Мальмё с её помощью добыл рекордный 11-й титул Дамаллсвенскана.
В 2020 году шведка с 16 забитыми мячами вновь стала лучшим голеодором чемпионата, а её клуб завершил сезон на втором месте. В декабре 2020 года она дебютировала в Лиге чемпионов УЕФА, забив три гола в двух матчах в ворота грузинского «Ланчхути». Кроме того, она впервые была включена в список 100 лучших футболисток мира 2020 года, заняв 85-е место.

### «Эвертон»
10 июля 2021 года английский клуб «Эвертон» объявил о подписании контракта с Анвегорд сроком на 2 года.

## Карьера в сборной
Анвегорд входила в составы сборных Швеции различных возрастов. Она попала в заявку национальной команды на чемпионат мира среди девушек до 20 лет: во втором матче группового этапа забила один из голов в ворота сверстниц из Папуа—Новой Гвинеи.
В июне 2018 года впервые была вызвана в основную шведскую сборную и, выйдя на замену в товарищеском матче против Хорватии, дебютировала за национальную команду. Свой первый гол за сборную Анвегорд забила 11 ноября 2018 года в товарищеском матче против англичанок.
В мае 2019 года Анвегорд была включена в заявку Швеции на чемпионат мира. Она приняла участие в 3 матчах своей команды, дебютировав на этом турнире в матче первого тура группового этапа против Чили.

## Достижения

### Командные
«Векшё»
- победительница Дивизиона 1[швед.]: 2015
- победительница Элитэттан[швед.]: 2017

«Русенгорд»
- чемпионка Швеции: 2019

Сборная Швеции
- бронзовый призёр чемпионата мира: 2019

### Личные
- «Золотая бутса» Дивизиона 1[швед.]: 2015
- «Золотая бутса» Элитэттан[швед.]: (2) 2016, 2017
- «Золотая бутса» чемпионата Швеции: (2) 2019, 2020
- приз Шведского футбольного союза «Прорыв года»: 2018
- «Самый ценный игрок» чемпионата Швеции: 2019
- топ-100 лучших футболисток мира: 2020